# Guten Morgen Spinner
Guten Morgen Spinner ist das zweite Studioalbum des deutschen Sängers und Songwriters Bosse.

## Entstehung
Das Album wurde unter der Produktion von Moses Schneider in nur sieben Tagen live eingespielt. Hierbei formierte sich Bosses bisherige Liveband erstmals auch im Studio: Thorsten Sala (Gitarre), Theofilos Fotiadis (Bass) und Björn Krüger (Schlagzeug). Inklusive Mix wurde die Platte innerhalb von 13 Tagen fertiggestellt.
Bei Frankfurt/Oder wurde Bosse von Sven Regener an der Trompete unterstützt. Dieses Lied schrieb er auf La Gomera für seine damals schwangere Frau.

## Titel, Cover
Der Titelsong Guten Morgen Spinner entstand nach einer durchwachten Nacht im Morgengrauen am Ufer der Spree. Die Formulierung wurde von Bosse auch als Albumtitel gewählt, da der Song eigentlich alles biete, was das Album ausmache: „Ruhe, ein bisschen Härte, das Ankommen und das darüber Nachdenken, was die Dinge sind, die mir wirklich lieb sind.“
Das Cover stellt die Seite eines Collegeblockes (16 Seiten/liniert) dar. Darauf ist mit einem Filzschreiber der Schriftzug BOSSE. gemalt sowie darunter unterstrichen und in Schreibschrift „GUTEN MORGEN SPINNER“ geschrieben. Der Schriftzug wird von mehreren Tintenflecken und Strichen eingerahmt. Zusätzlich ist unter dem Schriftzug der geöffnete Filzschreiber samt Deckel zu sehen. Am unteren Rand des Bildes ist in hellgrau die Information „16 SEITEN/LINIERT“ aufgedruckt.

## Titelliste
1. Wenn Wir Schlafen – 2:26
2. Die Irritierten – 3:40
3. Plötzlich – 2:56
4. Guten Morgen Spinner – 3:26
5. Eigentlich, Eigentlich – 3:09
6. Bei Costas – 2:43
7. Irgendwo Unterm Staub – 3:19
8. Frankfurt Oder – 4:27
9. Ade Euphorie – 3:46
10. Dein Takt – 3:18
11. Februarsterne – 2:55
12. Seemannsblau – 1:57

## Auskopplungen

### Die Irritierten
Die Irritierten wurde am 21. Juli 2006 als erste und einzige Single ausgekoppelt. Es handelt sich dabei um eine Hommage an Bosses erste Band, ein Lied über Freundschaft und Jugend. Die Single enthält zusätzlich Eigentlich, eigentlich, Marie Tyson und eine Demoversion von Die demolierte Kopfmaschine. Das Lied konnte sich nicht in den Charts platzieren.

## Kritik
„Was als Akki Bosse & Begleitkapelle begann, ist endlich eine Band. Glückwunsch! Wozu Saufen, deprimierende Backstageräume und schlechte Hotels nicht alles gut sein können. In nur wenigen Tagen haben Bosse das neue Album aufgenommen. Warum die Eile? Warum leckt sich der Bär die Eier? Weil er's kann! Björn Krüger (Drums) und Thorsten Sala (Gitarre) gehören zur Königklasse des deutschen Indie-Rock – im Viererpack landet man aber dick im Deutsch-Rock. Eine Beleidigung? Ab jetzt nicht mehr! Das drückt und schiebt, rumpelt und fiept – und fönt einem ordentlich den Talg aus den Poren. Bosse werfen uns das Leben deutscher Hinterhöfe und Kleingärten, aus der fünften Etage direkt vor die Füße. Und das Kracht! Hier wird mit viel Liebe viel über Liebe erzählt. Mehr als: 6“

„Nichtsdestotrotz versucht Uns Axel genau das. ‚Guten Morgen Spinner‘ hat er aus dem gleichen Grundstoff gestrickt, aus dem ‚Kamikazeherz‘ vor einigen Monaten durchaus positiv zu überraschen wusste. Gerstensaft und Großstadt-Romantik, Zeitzeugentum im Alltag, eruptive Aufbruchsstimmung. So unglaublich viel Neues geschieht eben nicht in ein paar Monaten.
Leider fehlen diesmal die notwendigen Akzente für den Unterschied zwischen Mittelmäßigkeit und Originalität. Die vier zechenden Traumtänzer stehen nicht länger an der Weggabelung von Wave, Grunge und Schrammelei – sie haben sich zugunsten maximaler Geradlinigkeit entschieden. Up-, Mid- und Downtempo-Rockismen wechseln in knapp 38 braven Minuten Aktivierungsmusik ab. Weder für E-Beats, Gastsänger noch pittoreske Metaphern bleibt heuer Platz.
Lieber textet der Sänger schnörkellos as possible (‚Es riecht nach Pisse und Kaffee‘, ‚Kartoffelschnaps und Bockwurst zwischen Gartenzwergen‘). Dabei ist gar nicht Authentizität das Plattenmanko, sondern die halbgaren hausgemachten Songstrukturen. Ein einziges Brodeln, Überkochen, Brodeln, Überkochen am Stück. Gebranntes Kind scheut das Feuer leider nicht. Schade drum.“

„Es gibt Alben, für die sollte man sich Zeit nehmen. Das zweite Album eines Künstlers gehört in den meisten Fällen definitiv dazu, vor allem wenn das Debüt so gut war wie im Fall von Axel Bosse. Herr Bosse hielt sich allerdings nicht an diese Regel und landete damit einen astreinen Fehlgriff. ‚Guten Morgen Spinner‘ ist ein Album, daß der Qualität seines Vorgängers ganz und gar nicht gerecht wird.“

„Zusammengefasst bietet Bosse mit ‚Guten Morgen Spinner‘ ein gutes deutsches Rockalbum. Allerdings passen meiner Meinung nach die beiden Hauptmusikstile der Platte weniger gut zusammen auf ein Album. Jede Richtung hätte für sich gesehen ein sehr gutes Album werden können, die jedoch völlig unterschiedliche Geschmäcker treffen würden. Bosses Singer-/Songwriterqualitäten sind jedoch immer präsent und können den Hörer mitreißen.“

## Tournee
Bosse ging von Ende Juni bis Anfang August 2006 mit der Platte für insgesamt sieben Termine auf Tournee. Unterstützt wurde er dabei von Kira. Die Tournee wurde von der Marek Lieberberg Konzertagentur GmbH & Co.KG organisiert.
 Zusätzlich trat er Ende Mai und Anfang Juni auf dem Gewalt ohne mich-Festival in Zwickau, sowie bei Rock am Ring 2006 und Rock im Park 2006 auf.